# Bazyli Godebski
Bazyli Godebski herbu Godziemba – wojski piński w 1765 roku, stolnik piński.

## Życiorys
W załączniku do depeszy z 2 października 1767 roku do prezydenta Kolegium Spraw Zagranicznych Imperium Rosyjskiego Nikity Panina, poseł rosyjski Nikołaj Repnin określił go jako posła właściwego dla realizacji rosyjskich planów na sejmie 1767 roku, poseł powiatu pińskiego  na sejm 1767 roku.